# Функція Вігнера
Функція Вігнера - функція координати та імпульсу квантової частинки, що має деякі властивості аналогічні функції розподілу класичної статистичної механіки. Функція була запропонована Юджином Вігнером в 1932 році для дослідження квантових поправок до класичної статистичної механіки. На меті було замінити хвильову функцію, яка присутня в рівнянні Шредінгера на функцію розподілу ймовірності в фазовому просторі. Її незалежно вивів був Андре Вейль у 1931 році як символ матриці густини теорії зображень в математиці. Функція Вігнера застосовується в статистичній механіці, квантовій хімії, квантовій оптиці, класичній оптиці й аналізі сигналів у різних царинах, таких як електроніка, сейсмологія, акустика, біологія.

## Фізичний зміст
Класична частинка має визначене положення та імпульс і тому зображується точкою в фазовому просторі. Коли є набір (ансамбль) частинок, ймовірність знайти частинку у визначеному малому об'ємі фазового простору задається функцією розподілу ймовірності. Це не так для квантової частинки через принцип невизначеності. Замість цього можна ввести квазі-ймовірнісний розподіл, який не завжди задовольняє всім властивостям нормальної функції розподілу ймовірності. Наприклад, функція Вігнера стає від'ємною для станів, які не мають класичних аналогів, тому може бути використана для ідентифікації некласичних станів.
Функція Вігнера визначається, як 
{\displaystyle f_{W}(p,x)=\int \rho \left(x+{\frac {\eta }{2}},x-{\frac {\eta }{2}}\right)e^{-ip\eta /\hbar }d\eta },
де {\displaystyle \rho (x,x^{\prime })} - матриця густини, x - координата частинки, p - імпульс, {\displaystyle \hbar } - зведена стала Планка.
Визначення ймовірності F(p) того, що частинка має імпульс p, за допомогою функції Вігнера задається формулою, аналогічною класичній формулі використання функцією розподілу f(p,x): 
{\displaystyle F(p)=\int f_{W}(p,x)dx}.
Аналогічно, ймовірність F(x) того, що частинка перебуває в точці x, визначається за допомогою функції Вігнера формулою 
{\displaystyle F(x)=\int f_{W}(p,x)dp}.
Однак функція Вігнера не може відігравати роль класичної функції розподілу, тобто задавати ймовірність одночасного перебування частинки з імпульсом p в точці з координатою x, що неможливо через принцип невизначеності Гайзенберга. Функція Вігнера не є всюди додатна, тобто не є ймовірністю.

## Математичні властивості
У цьому розділі функція Вігнера позначена літерою P
1. P(x, p) — дійсна функція
2. Розподіли ймовірності по x і p задаються інтегралами: 
  - {\displaystyle \int \limits _{-\infty }^{\infty }dp\,P(x,p)=|\psi (x)|^{2}=\langle x|{\hat {\rho }}|x\rangle }
  - {\displaystyle \int \limits _{-\infty }^{\infty }dx\,P(x,p)=|\phi (p)|^{2}=\langle p|{\hat {\rho }}|p\rangle }
  - {\displaystyle \int \limits _{-\infty }^{\infty }dx\int \limits _{-\infty }^{\infty }dp\,P(x,p)=Tr({\hat {\rho }})}
  - Зазвичай слід {\displaystyle \rho } дорівнює 1.
  - 1. і 2. має на увазі, що P(x,p) від'ємна де-небудь, за винятком когерентного стану (і змішаних когерентних станів) і стиснутих вакуумних станів.
3. P(x, p) має наступні дзеркальні симетрії:
  - Часова симетрія:

{\displaystyle \psi (x)\rightarrow \psi (x)^{*}\Rightarrow P(x,p)\rightarrow P(x,-p)}
1. - Просторова симетрія:

{\displaystyle \psi (x)\rightarrow \psi (-x)\Rightarrow P(x,p)\rightarrow P(-x,-p)}
1. P(x, p) інваріант відносно перетворень Галілея:
  - {\displaystyle \psi (x)\rightarrow \psi (x+y)\Rightarrow P(x,p)\rightarrow P(x+y,p)}
  - Функція Вігнера не інваріантна відносно перетворень Лоренца.
2. Рівняння руху для кожної точки в фазовому просторі за відсутності сил:
{\displaystyle {\frac {\partial P(x,p)}{\partial t}}=-{\frac {p}{m}}{\frac {\partial P(x,p)}{\partial x}}}
3. Перекриття станів обраховується як:
{\displaystyle |\langle \psi |\theta \rangle |^{2}=2\pi \hbar \int \limits _{-\infty }^{\infty }dx\,\int \limits _{-\infty }^{\infty }dp\,P_{\psi }(x,p)P_{\theta }(x,p)}
4. Оператори і середні значення обраховуються як:
  - {\displaystyle A(x,p)=\int \limits _{-\infty }^{\infty }dy\,\langle x-y/2|{\hat {A}}|x+y/2\rangle e^{ipy/\hbar }}
  - {\displaystyle \langle \psi |{\hat {A}}|\psi \rangle =Tr({\hat {\rho }}{\hat {A}})=\int \limits _{-\infty }^{\infty }dx\,\int \limits _{-\infty }^{\infty }dpP(x,p)A(x,p)}
5. Для того, щоб P(x, p) репрезентувала фізичні матриці густини, необхідно:
{\displaystyle \int \limits _{-\infty }^{\infty }dx\,\int \limits _{-\infty }^{\infty }dp\,P(x,p)P_{\theta }(x,p)\geq 0}, де {\displaystyle |\theta \rangle } — чистий стан.

## Вимірювання функції Вігнера
- Томографія